# Mandat de la Société des Nations

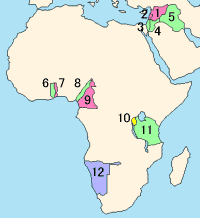
Mandats d'Afrique et du Moyen-Orient.
1 - Mandat français en Syrie
2 - Mandat français au Liban
3 - Mandat britannique en Palestine
4 - Mandat britannique en Transjordanie
5 - Mandat britannique en Irak
6 - Mandat britannique au Togo
7 - Mandat français au Togo
8 - Mandat britannique au Cameroun
9 - Mandat français au Cameroun
10 - Mandat belge au Ruanda-Urundi
11 - Mandat britannique au Tanganyika
12 - Mandat sud-africain au Sud-Ouest africain

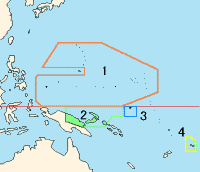
Mandats du Pacifique.
1 - Mandat japonais aux îles du Pacifique
2 - Mandat australien au territoire de Nouvelle-Guinée
3 - Mandat conjoint de l'Australie, de la Nouvelle-Zélande et du Royaume-Uni à Nauru
4 - Mandat néo-zélandais aux Samoa occidentales

Un mandat de la Société des Nations était un statut légal attribué pour certains territoires, établi par l'article 22 du pacte de la SDN, le 28 juin 1919. Ces territoires étaient avant la Première Guerre mondiale des colonies allemandes ou des possessions de l'Empire ottoman. Les mandats furent confiés à certaines puissances coloniales victorieuses : le Royaume-Uni, la France, la Belgique, l'Australie, la Nouvelle-Zélande, le Japon et l'Afrique du Sud.

## Territoires
Aux termes du 1er paragraphe de l'article 22 du pacte de la Société des Nations, le « régime international » dit du « mandat » avait vocation à s'appliquer aux « colonies et territoires » qui, d'une part, à la suite de la guerre, avaient « cessé d'être sous la souveraineté des États qui les gouvernaient précédemment » et qui, d'autre part, étaient « habités par des peuples [alors regardés comme] non encore capables de se diriger eux-mêmes ».

### Exclusion des territoires européens
N'ayant vocation à s'appliquer qu'à des territoires « habités par des peuples [alors regardés comme] non encore capables de se diriger eux-mêmes », le régime international du mandat ne fut pas appliqué en Europe.
La majeure partie des territoires qui « cess[èrent] d'être sous la souveraineté des États qui les gouvernaient précédemment » en vertu des traités de paix de Versailles, de Saint-Germain-en-Laye et de Sèvres, furent :
- soit incorporés à des États existants ;
- soit érigés en États.

D'autres régimes internationaux que celui du mandat, furent appliqués aux territoires suivants :
- le territoire du bassin de la Sarre ;
- le territoire de Memel ;
- la ville libre de Dantzig.

#### Exclusion de l'Arménie
Les délégations arméniennes (Délégation nationale arménienne et Délégation de la République arménienne) à la conférence de la paix de Paris (1919) présentent aux Alliés en février 1919 un « mémorandum de l'Arménie intégrale » qui réclame notamment la protection de l'Arménie par une puissance mandataire, de préférence les États-Unis. La commission Harbord (du nom de son président) est envoyée au Proche-Orient par le président Wilson au cours de l'été 1919 pour étudier la faisabilité d'un mandat américain en Turquie et en Arménie. Dans ses conclusions, la commission se borne à aligner les pour et les contre. Parmi ceux-ci, elle relève la charge financière que le mandat représenterait pour les États-Unis. Le rapport de cette commission va jouer indiscutablement un rôle négatif lorsque le Sénat américain est amené à se prononcer sur la question du mandat : le 1er juin 1920, le Sénat américain refuse le mandat américain sur l'Arménie.

### Application aux territoires non-européens

#### Exclusion d'anciennes colonies allemandes
Parmi les vaincus, l'Allemagne seule possédait des colonies.
Par l'article 119 du traité de Versailles, elle « renon[ça], en faveur des principales puissances alliées et associées, à tous ses droits et titres sur ses possessions d'outre-mer ».
Pour autant, le régime international dit du mandat ne fut pas appliqué à l'ensemble des anciennes possessions allemandes.

##### Exclusion du Nouveau-Cameroun
Le territoire cédé par la France à l'Allemagne par le traité de Fès en 1911 fut réintégré à l'Afrique-Équatoriale française.

##### Exclusion des anciennes concessions allemandes et austro-hongroise en Chine
Le régime international du mandat ne fut pas appliqué aux anciennes concessions allemandes de Hankou, Tientsin et Kiautschou ni à celle de l'Autriche-Hongrie à Tientsin.

## Types de mandats
Selon le paragraphe 3 de l'article 22 du pacte de la Société des Nations : « Le caractère du mandat [devait] différer suivant le degré de développement du peuple, la situation géographique du territoire, ses conditions économiques et toutes autres circonstances analogues ».

Mandat britannique en Palestine et en Transjordanie

### Mandat de classe A
Les mandats dits de classe A étaient ceux prévus par le paragraphe 4 de l'article 22 du pacte de la Société des Nations : « Certaines communautés qui appartenaient autrefois à l'Empire ottoman, ont atteint un degré de développement tel que leur existence comme nations indépendantes peut être reconnue provisoirement, à la condition que les conseils et l'aide d'un Mandataire guident leur administration jusqu'au moment où elles seront capables de se conduire seules. Les vœux de ces communautés doivent être pris d'abord en considération pour le choix du Mandataire ».
Les mandats de classe A étaient les zones contrôlées précédemment par l'Empire ottoman, jugées suffisamment développées pour donner naissance à terme à des États indépendants :
- sur l’Irak, mandat exercé par le Royaume-Uni de 1920 à 1932, qui devint ensuite un royaume indépendant, le royaume d'Irak ;
- sur la Syrie et le Liban, mandat exercé par la France de 1920 à 1946, comprenant l'État du Grand Liban ; Hatay s'en sépara et devint un protectorat français avant d'être cédé à la Turquie en 1939 à la suite d'un référendum (encore contesté au XXIe siècle par la Syrie).

### Mandat de classe B
Les mandats dits de classe B étaient ceux prévus par le paragraphe 5 de l'article 22 du pacte de la Société des Nations : « Le degré de développement où se trouvent d'autres peuples (autres que ceux qui relevaient de l'Empire ottoman), spécialement ceux de l'Afrique centrale, exige que le Mandataire y assume l'administration du territoire à des conditions qui, avec la prohibition d'abus, tels que la traite des esclaves, le trafic des armes et celui de l'alcool garantiront la liberté de conscience et de religion, sans autres limitations que celles que peut imposer le maintien de l'ordre public et des bonnes mœurs, et l'interdiction d'établir des fortifications ou des bases militaires ou navales et de donner aux indigènes une instruction militaire, si ce n'est pour la police ou la défense du territoire et qui assureront également aux autres Membres de la Société (des Nations) des conditions d'égalité pour les échanges et le commerce ».
Les mandats de classe B étaient les anciens Schutzgebiete de l'empire colonial allemand en Afrique de l'Ouest et centrale, dont on estimait nécessaire un niveau de contrôle mandataire plus important (plus particulièrement, il y avait des restrictions militaires et un principe d'égalité commerciale) :
| Colonie allemande                                  | Division           | Subdivision                                       | Mandat                                         | Mandataire | Suite |
| -------------------------------------------------- | ------------------ | ------------------------------------------------- | ---------------------------------------------- | --- | --- |
| Afrique occidentale allemande (Deutsch-Westafrika) | Togo (Togo)        |                                                   | Togo occidental ou britannique                 | Royaume-Uni de Grande-Bretagne et d'Irlande | Incorporation à la Côte-de-l'Or (Gold Coast) britannique Indépendance de la Côte-de-l'Or sous le nom de république du Ghana (Republic of Ghana) |
| Afrique occidentale allemande (Deutsch-Westafrika) | Togo (Togo)        | Togo oriental ou français                         | République française                           | Membre de l'Union française comme territoire associé puis république autonome Membre de la Communauté État indépendant sous le nom de République togolaise              | |
| Afrique occidentale allemande (Deutsch-Westafrika) | Cameroun (Kamerun) | Vieux-Cameroun (Altkamerun)                       | Cameroun occidental ou britannique (Cameroons) | Royaume-Uni de Grande-Bretagne et d'Irlande | Divisé en Cameroun méridional (Southern Cameroons) et Cameroun septentrional (Northern Cameroons) Incorporation du Cameroun méridional à la république du Cameroun (Republic of Cameroon) Incorporation du Cameroun septentrional à la république fédérale du Nigeria (Federal Republic of Nigeria)      |
| Afrique occidentale allemande (Deutsch-Westafrika) | Cameroun (Kamerun) | Vieux-Cameroun (Altkamerun)                       | Cameroun oriental ou français                  | République française | Membre de l'Union française comme territoire associé puis république autonome Membre de la Communauté Indépendance sous le nom de république du Cameroun république fédérale du Cameroun avec le Cameroun méridional (Southern Cameroons) britannique république unie du Cameroun république du Cameroun |
| Afrique occidentale allemande (Deutsch-Westafrika) | Cameroun (Kamerun) | Nouveau-Cameroun (Neukamerun)                     | Non                                            | | |
| Afrique orientale allemande (Deutsch-Ostafrika)    | Ruanda             |                                                   | Ruanda-Urundi                                  | Royaume de Belgique | Indépendance sous le nom de république du Rwanda |
| Afrique orientale allemande (Deutsch-Ostafrika)    | Urundi             | Indépendance sous le nom de république du Burundi | Ruanda-Urundi                                  | Royaume de Belgique | |
| Afrique orientale allemande (Deutsch-Ostafrika)    | Bukoba             | Tanganyika                                        | Royaume-Uni de Grande-Bretagne et d'Irlande    | Indépendance sous le nom de royaume du Tanganyika république du Tanganyika république unie de Tanzanie (The United Republic of Tanzania) avec la république de Zanzibar | |

### Mandat de classe C
Les mandats dits de classe C étaient ceux prévus par le paragraphe 6 de l'article 22 du pacte de la Société des Nations : « Enfin, il y a des territoires, tels que le Sud-Ouest africain et certaines îles du Pacifique austral, qui, par suite de la faible densité de leur population, de leur superficie restreinte, de leur éloignement des centres de civilisation, de leur contiguïté géographique au territoire du Mandataire, ou d'autres circonstances, ne sauraient être mieux administrés que sous les lois du Mandataire comme une partie intégrante de son territoire, sous réserve des garanties prévues plus haut dans l'intérêt de la population indigène ».
Les mandats de classe C incluaient les territoires africains du Sud-Ouest et les îles du Pacifique peu peuplées, toutes précédemment colonies allemandes. Les territoires sont considérés comme partie intégrante du pays mandataire, qui les administrent avec leurs propres lois.
- Territoire de Nouvelle-Guinée (Australie), ancienne Nouvelle-Guinée allemande, de 1920 à 1946. Fusionnée avec le territoire de Papouasie en 1949 pour donner le territoire de Papouasie et Nouvelle-Guinée, qui devint la Papouasie-Nouvelle-Guinée indépendante en 1975.
- Nauru (Empire britannique), ancienne partie de la Nouvelle-Guinée allemande (l'Australie assure de fait la gestion du territoire de 1920 jusqu'à son indépendance en 1968).
- Samoa occidentales (Nouvelle-Zélande), anciennes Samoa allemandes, de 1920 à leur indépendance en 1962 (actuelles Samoa).
- Mandat des îles du Pacifique (Japon).
- Sud-Ouest africain (Afrique du Sud), ancien Sud-Ouest africain allemand (Deutsch-Südwestafrika).

### Mandatsui generis
- Palestine (Royaume-Uni), de 1920 à 1948. La Transjordanie devint une région autonome en 1922 et prit son indépendance en 1946 pour former le Royaume Hachémite de Transjordanie (puis de Jordanie en 1949) ; en 1948, 75 % de la Palestine occidentale forma Israël, la Cisjordanie et Gaza furent occupés par la Transjordanie et l’Égypte.

Contrairement aux idées généralement reçues, le "Mandat sur la Palestine" n'était pas de classe "A",,,,, mais constituait à lui seul une classe particulière sui generis, unique en son genre, appelée initialement par les britanniques « Régime Spécial » : « En attendant, le « Régime Spécial », sous lequel la Palestine devait être gouvernée, n'avait pas encore de forme légale précise ».
Si les habitants de Palestine étaient prêts pour l'indépendance sous un mandat de classe A, alors les Arabes palestiniens qui représentaient la majorité des habitants de la Palestine mandataire en 1922 (589 177 Arabes vs. 83 790 Juifs) auraient pu logiquement revendiquer qu'ils étaient les bénéficiaires ciblés par le « mandat sur la Palestine » - sauf que dans le document originel :
1. Le « mandat sur la Palestine » n'a jamais mentionné de statut de classe A à aucun moment pour les Arabes palestiniens[5] ;
2. Les articles 2 et 6 du document expliquent clairement que le mandataire doit « placer le pays dans des conditions politiques, administratives et économiques qui permettront l’établissement d’un foyer national juif et le développement d’institutions d’auto-gouvernement », qu'il doit « faciliter l’immigration juive et encourager l’installation des Juifs » en Palestine, à l'exception de la partie à l'est du Jourdain (Transjordanie)[12],[10] ;
3. L'article 4 reconnaissait le mouvement sioniste, sous le nom « d'Agence juive », comme un « organisme public ayant pour objectif de conseiller et de coopérer avec l'Administration. Aucun organisme de ce type ne fut envisagé pour servir les intérêts des Arabes palestiniens »[13],[14].

Par ailleurs, le statut de classe A fut accordé seulement aux peuples arabes qui étaient prêts pour l'indépendance dans les provinces de l'ancien Empire ottoman. Les Arabes palestiniens n'en faisaient pas partie,. Le Palestine Royal Report clarifie ce point :
1. « Le mandat [sur la Palestine] est d'une classe différente de celle des mandats sur la Syrie, le Liban et […] l'Irak. Ceux-ci furent appelés plus tard mandats de classe A, en accord avec le paragraphe 4 de l'article 22 […] »[17] [du pacte de la Société des Nations][18] ;
2. « D'autre part, l'article 1 du mandat britannique sur la Palestine confère au mandataire [les] pleins pouvoirs de législation et d’administration, sous réserve des limites qui peuvent être fixées par les termes du présent mandat »[19].

Le Palestine Royal Report explique aussi pourquoi le mandat sur la Palestine ne viole pas le paragraphe 4 de l'article 22 du pacte de la Société des Nations car ,, :
1. « La reconnaissance provisoire de « certaines communautés qui appartenaient autrefois à l'Empire ottoman » comme nations indépendantes est permissive ; les mots devraient plutôt être « peuvent être reconnues provisoirement » et non pas « seront » ni « doivent être » » ;
2. « L'avant-dernier paragraphe de l'article 22 stipule que le degré d'autorité à exercer par le mandataire sera statué, si besoin, par le Conseil de la Société [des Nations] » ;
3. « L'acceptation par les Alliés et les États-Unis de la déclaration Balfour signifie clairement que la Palestine devait être traitée d'une manière différente de celle adoptée pour la Syrie et l'Irak, et cette différence de traitement a été confirmée par le Conseil suprême dans le traité de Sèvres et par le Conseil de la Société [des Nations] dans le mandat [sur la Palestine] ».

De plus, le traité de Sèvres précise que le paragraphe 4 de l'article 22 du pacte de la SDN s'appliquait seulement à la Syrie et la Mésopotamie, mais pas à la Palestine,,. En effet, les articles 94 et 95 différencient les mandats sur la Syrie et la Mésopotamie, d'un côté, basés sur le paragraphe 4 de l'article 22, du mandat sur la Palestine, d'un autre côté, basé sur l'ensemble de l'article 22 :
1. L'article 94 précise que « les Hautes Parties contractantes sont d'accord sur le fait que la Syrie et la Mésopotamie, en conformité avec le quatrième paragraphe de l'article 22, soient provisoirement reconnues comme États indépendants… » ;
2. L'article 95 précise que « les Hautes Parties contractantes sont d'accord pour confier, en application des dispositions de l'article 22, l'administration de la Palestine […] à un mandataire qui sera […] responsable de l'exécution de la déclaration faite le 8 novembre 1917 par le gouvernement britannique […] pour la création en Palestine d'un foyer national pour le peuple juif ».

Ainsi, selon le Palestine Royal Report : « la Palestine avait un statut différent des autres provinces de l'ancien Empire ottoman, entre autres, parce qu'il s'agissait d'une terre sainte pour les trois religions monothéistes et en raison du lien historique du peuple juif avec cette terre. Les Arabes y avaient vécu pendant des siècles, mais ils avaient depuis longtemps cessé d'y régner, et compte tenu de son statut particulier, ils ne pouvaient pas réclamer la possession [de la Palestine] au même titre qu'ils pouvaient le faire pour la Syrie ou l'Irak »,.

## Histoire ultérieure
Après la dissolution de la Société des Nations et l'entrée en vigueur de la Charte des Nations unies fin 1945, les mandats (à l'exception de celui du Sud-Ouest africain) devinrent des territoires sous tutelle des Nations unies (administrés par le Conseil de tutelle), comme convenu lors de la conférence de Yalta. Les territoires sous tutelle possédaient un statut à peu près équivalent, mais désormais investi aux puissances coloniales victorieuses à la fin de la Seconde Guerre mondiale (ainsi, le Japon perdit le mandat des îles du Pacifique au profit des États-Unis).
Le seul mandat à conserver son ancien statut jusqu'à son indépendance fut le Sud-Ouest africain, qui devint la Namibie en 1990, après une longue guerre d'indépendance contre l'Afrique du Sud.
Presque tous ces mandats avaient formé des États souverains en 1990. Le Territoire sous tutelle des îles du Pacifique (qui a succédé au mandat des îles du Pacifique) fut progressivement démembré. Les îles Mariannes du Nord devinrent une dépendance de facto des États-Unis (administrées par un gouverneur, elles ne possèdent pas de chef d'État propre, lequel reste le président des États-Unis) ; la Micronésie et les îles Marshall devinrent indépendantes en 1990 puis les Palaos en 1994.